# Station Earley
Earley is een spoorwegstation van National Rail in Wokingham in Engeland. Het station is eigendom van Network Rail en wordt beheerd door South Western Railway. Het station is geopend in 1863.